# Saint-Mard (Somme)
Saint-Mard is een gemeente in het Franse departement Somme (regio Hauts-de-France) en telt 193 inwoners (1999). De plaats maakt deel uit van het arrondissement Montdidier.

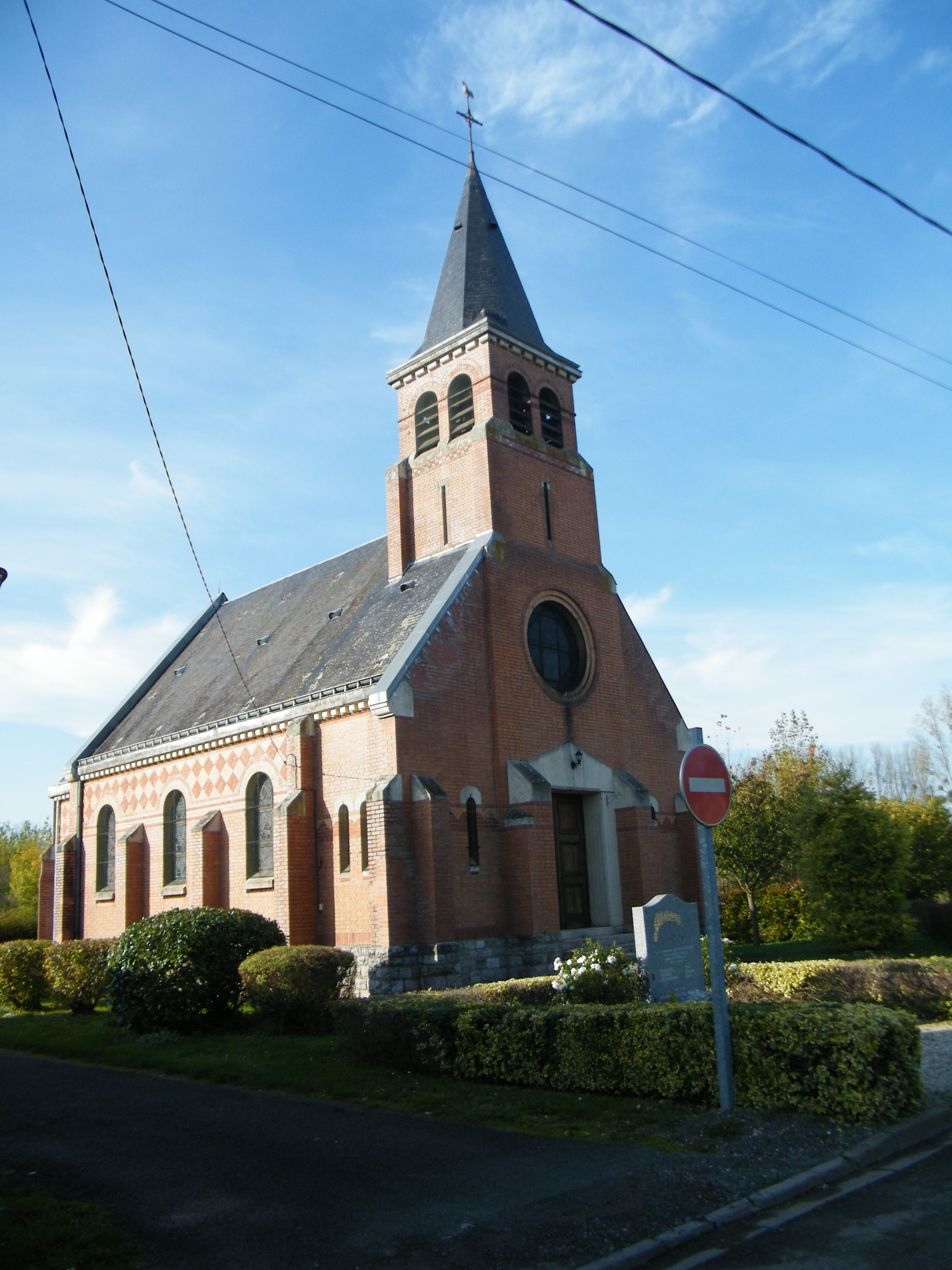
Kerk van Saint-Mard
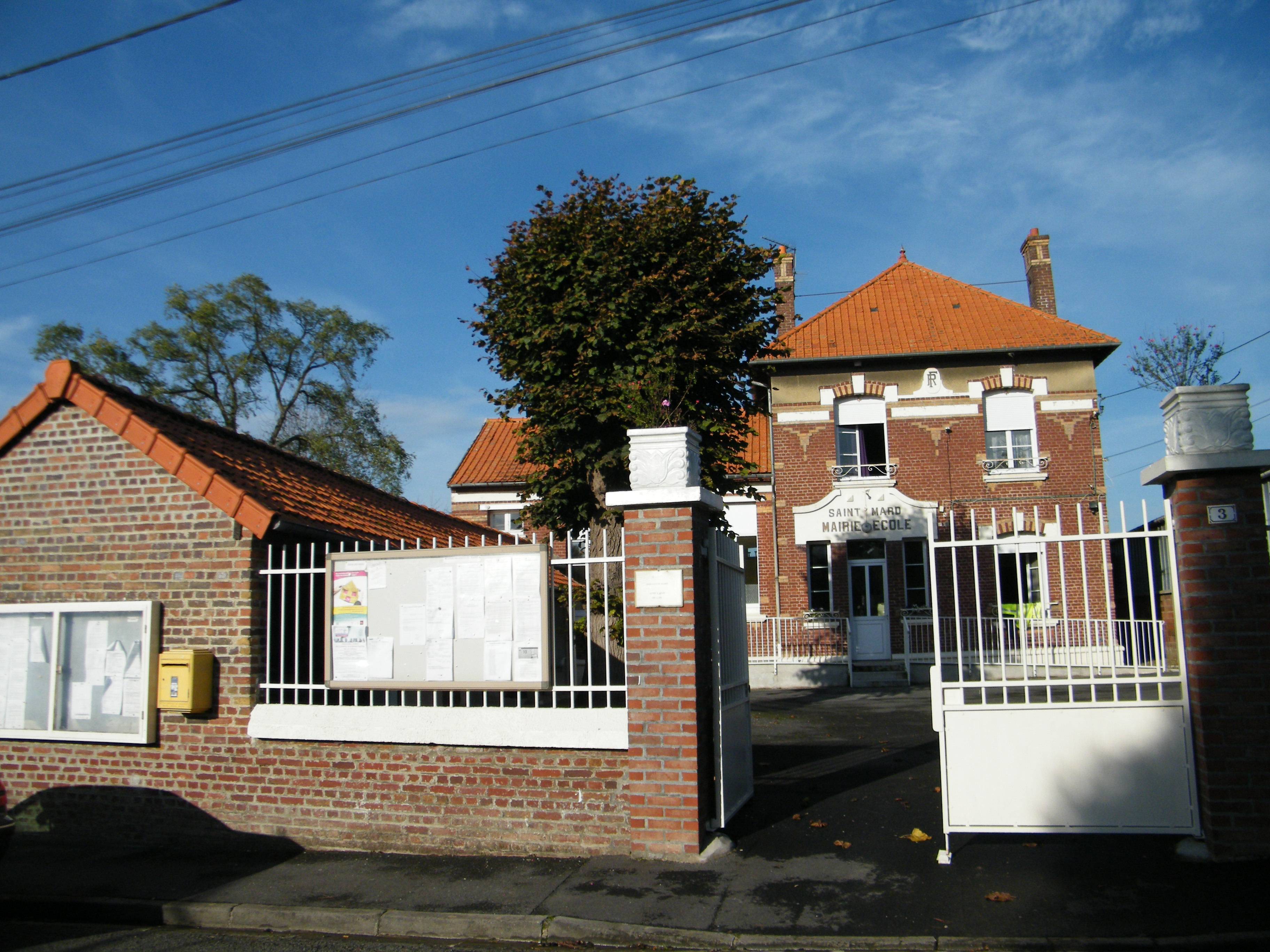
Gemeentehuis en school van Saint-Mard

## Geografie
De oppervlakte van Saint-Mard bedraagt 4,2 km², de bevolkingsdichtheid is 46,0 inwoners per km².
De onderstaande kaart toont de ligging van Saint-Mard (Somme) met de belangrijkste infrastructuur en aangrenzende gemeenten.

## Demografie
Onderstaande figuur toont het verloop van het inwonertal (bron: INSEE-tellingen).